# Александер Єнсен
Александер Єнсен (дан. Alexander Jensen, нар. 24 серпня 2001, Данія) — данський футболіст, півзахисник шотландського клубу «Абердін».

## Ігрова кар'єра
Александер Єнсен є вихованцем футбольних клубів «Мідтьюлланн» та «Вайле». В складі останнього футболіст провів дві гри в основі у 2020 році але контракта від клубу не отримав і перейшов до «Фредерісії». В клубі він провів три сезони, граючи в Першому дивізіоні чемпіонату Данії. 
Взимку 2023 року Єнсен перейшов до шведського клубу «Броммапойкарна» і в квітні дебютував у турнірі Аллсвенскан. Одразу зайняв місце в основі команди, провівши всі матчі сезону без замін.
В зимове трансферне вікно в січні 2025 року Єнсен перейшов до шотландського «Абердіна», підписавши з клубом контракт до грудня 2028 року. В травні 2025 року разом з клубом футболіст став переможцем національного Кубку Шотландії.

## Титули
Абердін
 Переможець Кубка Шотландії: 2024/25